# Battletoads (jogo eletrônico de Game Boy)
Battletoads é um jogo de ação originalmente lançado pela Rare em 1991 exclusivamente para o console portátil Game Boy da Nintendo. Apesar de ter o mesmo título do jogo Battletoads original, Battletoads para Game Boy é um jogo completamente diferente com outros níveis. Nunca foi portado para nenhum outro sistema.

## Jogabilidade

Captura de tela da jogabilidade.

O jogador controla Zitz e tem apenas o modo para um jogador. Zitz recebe três vidas e três continues para completar o jogo, após o que ele deve recomeçar. A jogabilidade é uma mistura de luta side-scrolling e várias corridas de veículos, classificando-se em até oito estágios (nove se incluir também o confronto final). Como no caso do Battletoads original, o jogo de Game Boy também é notoriamente difícil de vencer, exigindo reflexos rápidos, memorização de obstáculos e paciência. No entanto, existem muitas diferenças nos níveis e variam em dificuldade ao encontrar inimigos ou obstáculos.
Quase todas os estágios terminam com uma batalha contra um chefe, incluindo chefes conhecidos da série como General Slaughter, Scuzz, Big Blag, General Vermin e Robo-Manus, que é o chefe final deste jogo. Este também é um dos dois jogos Battletoads em que o Toads não precisam enfrentar a própria Dark Queen, embora ela ainda provoque o jogador em cutscenes antes dos níveis de maneira semelhante a outros jogos da série.
Desde o primeiro estágio, Zitz assume alguns níveis de ação side-scrolling semelhantes aos encontrados no jogo original, com gráficos e inimigos semelhantes, mas aprimorados. A missão de Zitz começa na superfície de Armagedda, onde Psyko-Pigs e OVNIs pilotados por ratos vagam para destruir intrusos. Ao lutar contra eles, Zitz é capaz de liberar poderosos Smash Hits para acabar com inimigos enfraquecidos e há também outros combos de finalização "over-the-top" que também podem ser encontrados nesta versão. Também existem muitos obstáculos durante os níveis que envolvem habilidades fora da luta. No terceiro estágio nas cavernas escuras de Armagedda, Zitz deve usar as vinhas para balançar em grandes aberturas. O estágio quatro apresenta uma corrida a pé em um caminho em zigue-zague no qual Zitz deve escapar de uma pedra Brain Damage (danos cerebrais) em constante movimento enquanto se preocupa com as curvas repentinas e sem parar. No estágio oito, Zitz deve manter o equilíbrio e evitar obstáculos enquanto percorre plataformas circulares nas quais existe um efeito pseudo 3D de correr ao redor das plataformas.
Os estágios de veículo também retornam neste jogo e colocam uma ênfase mais forte na memorização e na velocidade. No segundo estágio, Zitz deve pilotar uma speeder bike por uma pista de obstáculos mortal. A speeder bike é armada com um canhão laser, permitindo que Zitz abata os inimigos que se aproximam e também enfrente Scuzz the Rat que aparece pilotando o Rat Rocket no final e deve ser abatido com extremo dano. O estágio quatro tem Zitz batendo nas ondas em um jet-ski, esquivando-se de toras e Ratos andando de jangada. O estágio seis tem Zitz descendo de rapel o abismo sem fundo, evitando pássaros, espinhos e Saturn Toadtraps. E no penúltimo estágio, Zitz usa uma mochila a jato e voa alto ao máximo, evitando barricadas, raios laser e inimigos durante o voo em um limite de tempo de 99 segundos.

## Enredo
Tendo feito uma pausa em suas aventuras, os Battletoads Rash, Zitz e Pimple passam algum tempo no sistema Lost Vega. Os sapos ficam hipnotizados pelos encantos sedutores de uma dançarina exótica, mas são emboscados quando é revelado que a dançarina é a Dark Queen. Durante a luta que se seguiu, Rash e Pimple são levados para o planeta Armagedda, com Zitz escapando com sucesso para a espaçonave Vulture do Professor T. Bird e deixando-o como o único sapo disponível para resgatar seus parceiros.
Com ajuda na forma de comentários do professor e ao mesmo tempo recebendo insultos da própria Dark Queen, Zitz trava uma guerra de um sapo contra as forças da Dark Queen no planeta Armagedda, culminando em um confronto brutal com o biogênico enlouquecido Robo-Manus. Depois que ele é derrotado, Zitz consegue resgatar Rash e Pimple e o trio retorna a salvo para a nave Vulture junto com o Professor T. Bird. Embora ela não enfrente os 'Toads em combate, a mais uma vez derrotada Dark Queen jura aos heróis que ela estará de volta com uma vingança.

## Lançamento
O jogo foi lançado na América do Norte em novembro de 1991, publicado pela Tradewest, e na Europa em 1992, publicado pela Nintendo. Ambos os lançamentos apresentam a mesma capa do lançamento de Battletoads para NES. O jogo foi lançado no Japão em 7 de janeiro de 1994, publicado pela NCS muito depois de seu lançamento no oeste. A versão japonesa retrata a mesma arte da capa da versão japonesa de Battletoads in Battlemaniacs, que foi lançada no Japão no mesmo dia. 

## Recepção
O GameRankings, um agregador de revisões de jogos, atribuiu ao Battletoads para o Game Boy uma pontuação média de 77,67% com base em três análises.